# Uzebox

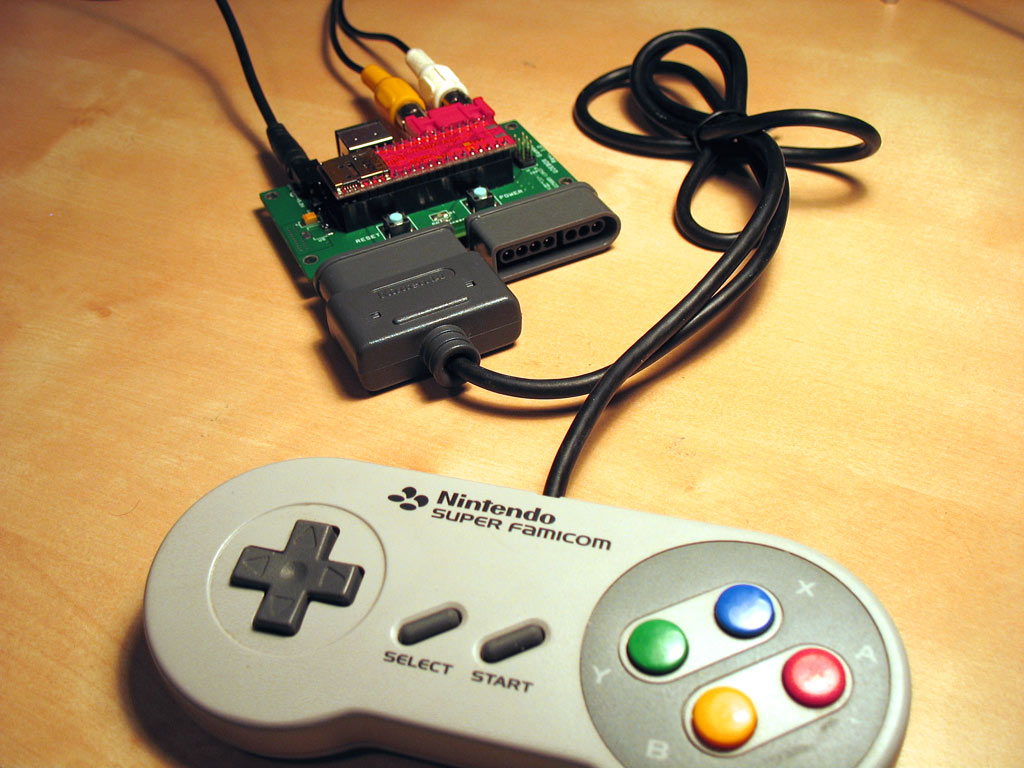
Uzebox s ovladačem SNES

Uzebox je herní konzole. Je založena na procesoru Atmel ATmega644. Jako ovladače používá ovladače herní konzole SNES.
Herní konzoli je možné postavit i v domácích podmínkách, včetně možnosti jejího sestavení na nepájivém kontaktním poli.
Existuje také emulátor této herní konzole, Uzem.

## Hardware
- procesor: ATmega644
- RAM: 4 KiB
- Flash ROM: 64 KiB
- generátor obrazového signálu: AD725
- počet zobrazovaných barev: 256 (3:3:2 RGB)
- vnější paměť: paměťová karta Secure Digital nebo MicroSD

- rozhraní MIDI

## Podporované grafické režimy
- Mode 1
  - rozlišení 240 x 224, 256 barev
  - obsazení RAM: 2240 B
  - v RAM jsou uloženy 16bitové ukazatele na dlaždice o rozměru 6 x 8 pixelů, dlaždice jsou jako bitmapy uloženy ve Flash ROM

- Mode 2
  - rozlišení 144 x 224,
  - v RAM jsou uloženy 8bitové indexy dlaždic o rozměru 6 x 8 pixelů, dlaždice jsou jako bitmapy uloženy ve Flash ROM
  - scrolling celého obrazu
  - možnost nezávislého scrollingu několika částí obrazu

- Mode 3
  - rozlišení 240 x 224
  - obsazení RAM: 1024 B
  - v RAM jsou uloženy 8bitové indexy dlaždic o rozměru 8 x 8 pixelů, dlaždice jsou jako bitmapy uloženy ve Flash ROM
  - scrolling celého obrazu
  - scrolling části obrazu
  - podpora spritů, možnost jejich převrácení podél vodorovné osy

- Mode 4
  - rozlišení 288 x 224
  - dlaždice o rozměru 16 x 16 pixelů
  - scrolling celého obrazu
  - oblast pro výpis textu

- Mode 5
  - umožňuje míchat různá rozlišení

- Mode 6
  - rozlišení 240 x 224
  - umožňuje změnu barvy popředí a pozadí po jednotlivých mikrořádcích

- Mode 7
  - režim přehrávače videa
  - rozlišení 170 x 114, 256 barev

- Mode 8
  - rozlišení 120 x 96, 4 barvy (možnost změny barvové palety)
  - obsazení RAM: 2880 B
  - v RAM jsou uloženy barvy jednotlivých pixelů

- Mode 9
  - rozlišení 360 x 240
  - v RAM jsou uloženy ukazatele na dlaždice o rozměru 8 x 8 pixelů (alternativně 6 x 8 pixelů), dlaždice jsou uloženy ve Flash ROM nikoliv jako bitmapa, ale jako nezávislý program zajišťující její vykreslování